# Solidago litoralis
Solidago litoralis là một loài thực vật có hoa trong họ Cúc. Loài này được Savi miêu tả khoa học đầu tiên năm 1804.